# Jasú Montero
Janeth Susana Montero Preciado (Guayaquil, 20 de julio de 1981), más conocida como Jasú Montero, es una cantante, actriz y presentadora de televisión ecuatoriana.

## Primeros años
Jasú estudió periodismo en el Colegio de Bellas Artes y se licenció de periodista.

## Carrera
En el 2000, a la edad de 19 años, ingresó al grupo Kandela & Son, siendo parte de la segunda y tercera generación, compartiendo junto a Jordana Doylet, María Fernanda Ríos y Dora West, y como mánager a Loly Ochoa. Al inicio era inexperta pero con buen oído musical, y tuvo que aprender durante los primeros seis meses de solo ensayos, expresión corporal, canto, afinación, solfeo, baile y coreografía, además de aprender a usar tacos y a maquillarse, lo cual antes de ingresar al grupo no sabía. Adoptó el nombre artístico de Jasú como parte del grupo.
En 2006 tuvo su primera incursión en la televisión junto al grupo, siendo parte del programa concurso A todo dar, de TC Televisión.
En 2008 tuvieron su propio reality para Gamatv, denominado En busca de la quinta Kandela.
Fue conductora de varios programas de farándula como Caiga quien caiga de Canal Uno, junto a Marián Sabaté, y Vamos Con Todo de RTS.
Fue juez en el reality Oye mi canto de Ecuavisa, además concursó en Bailando por un sueño, edición especial de Gamavisión y fue parte de Soy el mejor VIP de TC Televisión.
Tuvo un papel antagónico en la comedia Los hijos de Don Juan de TC Televisión, interpretando a Ruperta Palomeque.
En 2016 se unió al elenco del programa De casa en casa de TC Televisión, compartiendo escenario con Ana Buljubasich y Carla Sala.
En 2014 se separó del grupo Kandela & Son, y pasó a formar parte del grupo Las Tr3s, junto a Jordana Doylet y Dora West, con Andrea Pesantez como su mánager, hasta su separación en 2017.

## Filmografía

### Series y telenovelas
| Año        | Título                      | Personaje         |
| ---------- | --------------------------- | ----------------- |
| 2015- 2016 | Los hijos de Don Juan       | Ruperta Palomeque |
| 2015- 2016 | Los hijos de Don Juan       | Marimy            |
| 2009       | Kandela                     | Jasú Cervantes    |
| 2008       | El Garañón del Millón       | Reparto           |
| 2008       | El secreto de Toño Palomino | Ella misma        |

### Programas
| Año        | Programa                     | Rol                   | Canal         |
| ---------- | ---------------------------- | --------------------- | ------------- |
| 2016- Act  | De casa en casa              | Presentadora          | TC Televisión |
| 2015       | Soy el mejor VIP             | Participante          | TC Televisión |
| 2014       | Bailando por un sueño        | Participante invitada | Gama TV       |
| 2013       | Canta si puedes              | Jurado                | Ecuavisa      |
| 2012       | Oye mi canto                 | Jurado                | Ecuavisa      |
| 2012       | Vamos Con Todo               | Presentadora          | RTS           |
| 2011       | Kandela Pura                 | Presentadora          | Canal UNO     |
| 2010       | Buscando a la Quinta Kandela | Presentadora          | Gama TV       |
| 2007- 2008 | Caiga quien caiga            | Presentadora          | Canal UNO     |
| 2006       | A todo dar                   | Presentadora          | TC Televisión |

## Discografía
- Sencillos
  - Yo Te Espero
  - Iluso
  - Rockolas (Feat. Jenny Rosero)
  - Me Siento Viva

## Vida privada
Estuvo casada con el cantante de grupo Millenium, Ronny Castro, con el cual se separó durante el ascenso de su carrera. Tiene una hija llamada Leonela Amor.